# Atheta ficta
Atheta ficta är en skalbaggsart som beskrevs av Thomas Casey 1910. Atheta ficta ingår i släktet Atheta och familjen kortvingar. Inga underarter finns listade i Catalogue of Life.